# Tägerig

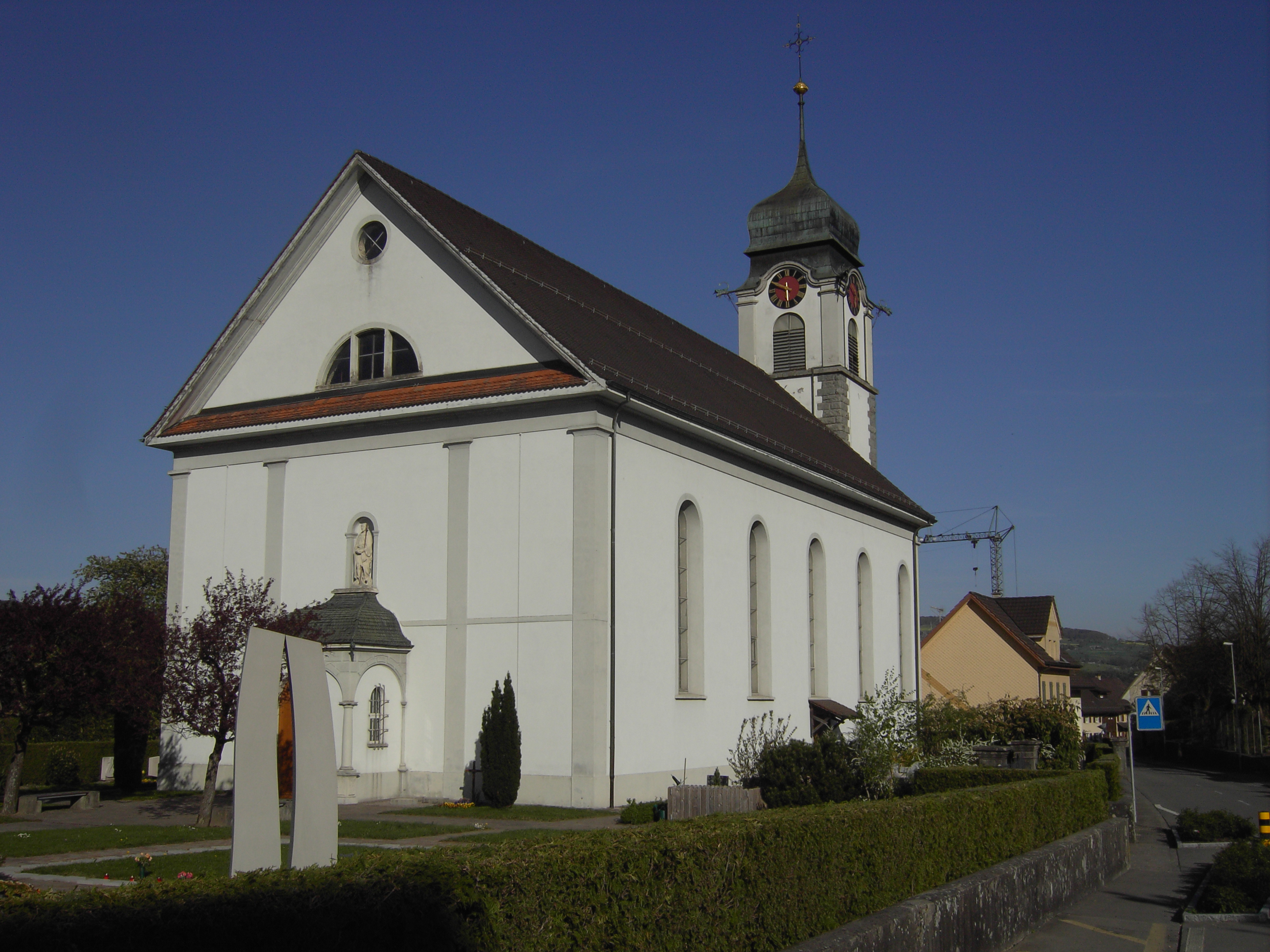
RK kerk Tägerig

Tägerig is een gemeente en plaats in het Zwitserse kanton Aargau en maakt deel uit van het district Bremgarten.
Tägerig telt 1.407 inwoners.